# Липчик
Липчик (також Муханів) — річка в Бєлгородському районі Бєлгородської області (Росія) і Харківському районі Харківської області України. Права притока річки Липець.

## Опис
Довжина 14 км, похил річки — 2,0 м/км. Формується з декількох струмків та водойм. Площа басейну 71,4 км².

## Розташування
Липчик бере початок на південному заході від села Ясні Зорі. Тече на південний схід через село Устинку. На північно-східній околиці села Пильна впадає в річку Липець, ліву притоку Харкова. У нижній течії по річці проходить кордон між Україною та Росією.

## Притоки
- Балка Долина - права притока у Бєлгородській області, впадає у Липчик на північно-західній околиці села Устинка[1].
  - Урочище Борсуче - права притока Балки Долина[4]

- Яр Липець[1], Урочище Липецький Лог[5] - ліва притока у Бєлгородській області. Починається на сході від села Ясні Зорі, тече на південний захід і впадає у Липчик на північно-східній околиці села Устинка.

- Балка Солонці - ліва притока у Бєлгородській області. Бере початок на південному заході від села Нечаєвка, тече на південний захід і впадає у Липчик між селами Устинка та Лозове[5]

- Яр Бабин - права притока у Бєлгородській області. Впадає у Липчик на південній околиці села Устинка[1].

- Урочище Лозове - ліва притока у Бєлгородській області. Впадає у Липчик південніше села Лозове.[6]

- Балка Плоска - права притока у Харківській області. Бере початок на півночі від села Красне, тече переважно на північний схід і впадає у Липчик біля україно-російського кордону[1].

- Балка Довжик - права притока у Харківській області. Впадає у Липчик біля україно-російського кордону вище села Пильна [1].